# Modern Combat 4: Zero Hour
Modern Combat 4: Zero Hour — шутер от первого лица, разработанный и изданный компанией Gameloft Montreal в 2012 году, для iOS, Android, Windows Phone 8, BlackBerry 10 и BlackBerry PlayBook. Это четвёртая игра серии Modern Combat, и прямое продолжение игры Modern Combat 3: Fallen Nation 2011 года. В 2014 году вышло продолжение Modern Combat 5: Blackout.
iOS-версия игры поддерживается iPhone 5. Gameloft выпустил геймплейный тизер 25 сентября 2012 года, вместе с новым сайтом серии.

## Игровой процесс
Игра представляет собой шутер от первого лица, геймплейно копирующий игру Call of duty: Black ops 2. Игроку предстоит выполнять задания по уничтожению групп противников и объектов, в большинстве случаев — в составе команды солдат. Управление осуществляется как на сенсорном экране, так и при помощи геймпада.

## Мультиплеер
Мультиплеер практически не изменился, 12 игроков и несколько режимов игры, прокачка и таблица лидеров. Единственным нововведением стали возможности, доступные ранее только в одиночной игре. Например — перелезать через препятствия.

## Сюжет
Игра начинается с того, как Лейтенант Уолкер (протагонист предыдущей игры) выступает на борту десантного корабля с воодушевляющей речью, предупреждая, что солдат ждет тяжелая борьба. Десант высаживается на Гавайях, пробивая себе путь к крепости K.P.R, чтобы спасти пленных политиков, прибывших на саммит, среди заложников находится президент США. Игрок берет под контроль капрала Блейка. Когда они попадают в крепость, обнаруживается, что саммит безопасности собрал неизвестный, под фамилией Сондерс, ответственный за захват заложников и теракт.
Затем повествование переходит к Эдварду Пейджу (второстепенной антагонист в предыдущей игре) за два дня до битвы на Гавайях. При поддержке ещё одного бывшего берета, Эверетта Сандерса, генерального директора корпорации Saunders Global Security, они проникают в центр расследования военных преступлений в Сиэтле и уничтожают его. Сержант Андерсон (один из протагонистов Black pegasus и второстепенный персонаж в Fallen nation) пробивается через разрушенные улицы Сиэтла к месту теракта и обнаруживает, что он был лишь отвлекающим манёвром при похищении президента.
Действие переносится обратно к битве на Гавайях. Миссия по спасению президента провалилась. Разведанные
показали, что Сондерс находится в Барселоне, куда направляются Уолкер, Блейк и лейтенант Даунс (один из главных вспомогательных персонажей прошлых игр серии) отправляются на его поиски. Сондерсу удается сбежать прежде, чем у него выяснили местоположение Пейджа, но группа находит информацию о том, что Пейдж организовал террористическое движение под названием Сплоченные Граждане, а SGS использовал лишь как прикрытие.
Команда отправляется в Южную Америку, где Пейджа видели последний раз, но вертолет команды терпит крушение и Блейку приходится в одиночку пробиваться к базе. Ему удается спасти президента и объединиться
с отрядом. В ходе миссии выясняется местоположение базы Пейджа в Антарктике.
Пейдж планирует "перезагрузить" человеческую расу, убив 4 миллиарда человек с помощью своего запаса ядерного оружия. Блейк и Андерсен отправляются на задание, но из-за опасности заражения им дают приказ дожидаться отряд хим. защиты, чему Андерсен не повинуется и заходит в опасную зону, считая, что им не хватит времени. Начинается зарядка ядерного оружия, Андерсен пытается остановить пуск ракет. Ему мешает Пейдж. Двое вступают в схватку, в ходе которой Пейдж наносит смертельное ранение Андерсену. Тот отдаёт приказ : " Взорвать комнату" , и Блейк подрывает двоих.
Придя в себя после взрыва , Пейдж пытается не дать забрать данные о его операции. Он проходит к командному центру и там нападет на Уолкера и Даунса. Он стреляет в Даунса и избивает Уолкера.  Когда он собирается убить Уолкера, появляется Блейк и добивает Пейджа, после чего Уолкер, Блейк и Даунс успешно выбираются из агонизирующей базы.

## Отзывы
| Сводный рейтинг | Сводный рейтинг |
| Агрегатор       | Оценка          |
| --------------- | --------------- |
| GameRankings    | 85,00 %         |